# 스탄게리아과
스탄게리아과(Stangeriaceae)는 소철문에 속하는 겉씨식물의 한 과이다. 2속 3종을 포함하고 있다. 아프리카 남부와 오스트레일리아 퀸즐랜드 주에 분포한다.

## 하위 분류
- 스탄게리아아과 (Stangerioideae)
  - 스탄게리아속 (Stangeria) - 아프리카 남부에 1종.
    - 스탄제리아 (Stangeria eriopus)
- 보웨니아아과 (Bowenioideae)
  - 보웨니아속 (Bowenia) - 오스트레일리아 퀸즐랜드 주에 2종.
    - Bowenia serrulata
    - Bowenia spectabilis